# Enninsunzi
Enninsunzi (sum. en.nin.sún.zi) – mezopotamska księżniczka, córka Lipit-Esztara (ok. 1934–1924 p.n.e.), króla  Isin, ustanowiona przez ojca najwyższą kapłanką boga Ningublagi (syna boga księżyca Nanny) w mieście Ur. Fakt wybrania jej na tę funkcję upamiętniony został w jednej z „nazw rocznych” Lipit-Esztara. W trakcie wykopalisk w Ur odnaleziono liczne gliniane stożki z umieszczoną na nich inskrypcją tego władcy, w której opisuje on budowę Gipar (sum. gi6.pàr), oficjalnej siedziby kapłanek boga Ningubalagi, w której Enninsunzi miała zamieszkać. 